# Ust´-Elegiest
Ust´-Elegiest (ros. Усть-Элегест) – wieś w Rosji, w Tuwie, w kożuunie kyzylskim. W 2010 liczyła 1315 mieszkańców.